# Koch Bihar (Distrikt)
Der Distrikt Koch Bihar (bengalisch কোচবিহার জেলা Kocbihār jelā, englisch Cooch Behar) ist Teil des indischen Bundesstaats Westbengalen. Die Hauptstadt ist die gleichnamige Stadt Koch Bihar.

## Geografie
Der zur Tiefebene des Terai gehörende und von der Torsa und weiteren Flüssen aus den Himalaya-Bergen wie der Tista, dem Raidak und der Jaldhaka durchflossene Distrikt Koch Bihar grenzt im Nordwesten und Norden an die westbengalischen Distrikte Jalpaiguri und Alipurduar, im Osten an den Bundesstaat Assam und im Süden und Westen an Bangladesch. Die durchschnittliche Höhe liegt bei ca. 50 m ü. d. M.; einige Hügel ragen jedoch bis ca. 150 m in die Höhe; das Klima ist meist schwül und vor allem in den Monaten April bis Oktober wegen des Monsuns auch sehr regenreich.

## Geschichte

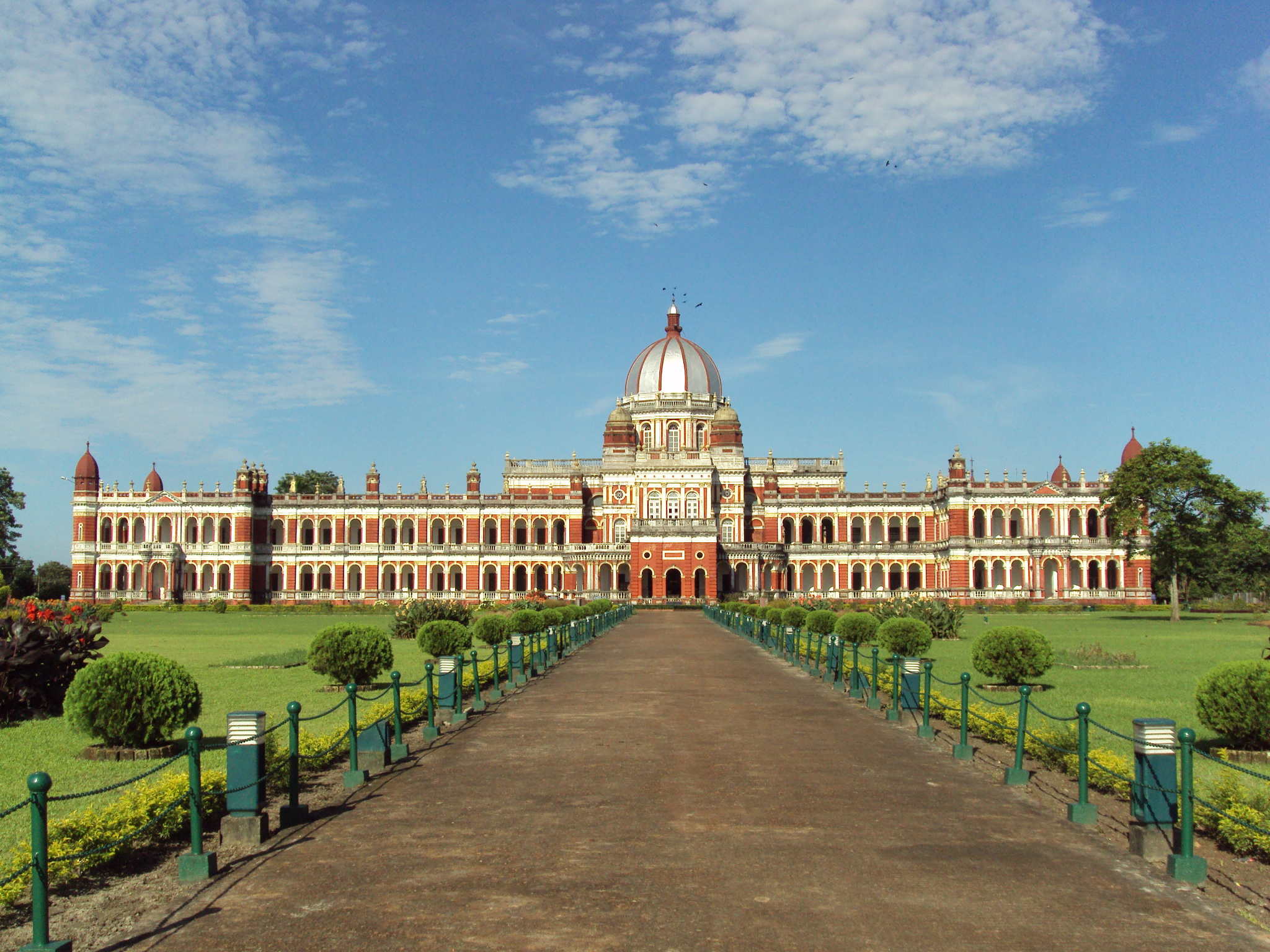
Palast des Maharajas von Cooch Behar

Enklaven in Koch Bihar bzw. Bangladesch vor 2015

Das seit 1250 bestehende Fürstentum Cooch Behar wurde ab 1510 von Maharajas der Koch-Dynastie regiert. Chandan Narayan (1510–1523) vergrößerte das Fürstentum und Nar Narayan (1554–1587) konnte sogar zeitweise Manipur und Tripura erobern. Pran Narayan (1626–1665) kämpfte für Bengalen gegen das Mogulreich und eroberte im Jahr 1661 Dhaka, musste aber 1664 Frieden schließen. Rup Narayan (1693–1714) verlegte die Hauptstadt von Athaokotha nach Guriahati Gram, dem heutigen Bihar. Cooch Behar war in den Jahren 1765 bis 1772 vom Königreich Bhutan besetzt und ab 1773 bis 1947 britisches Protektorat. Am 28. August 1948 schloss der letzte Herrscher von Cooch Behar ein Übereinkommen mit der Regierung des am 15. August 1947 unabhängig gewordenen Indiens. Darin verzichtete Maharaja Jagaddipendra Narayan auf seine Herrschaftsrechte und stimmte der Integration seines Fürstentums in Indien zu. Die Übergabe der Exekutivgewalt erfolgte am 12. September 1949. Cooch Behar wurde zunächst zu einem C-Bundesstaat und am 19. Januar 1950 formell zu einem Distrikt im Bundesstaat Westbengalen.
Ein erhebliches Problem für den neu entstandenen Distrikt war die Grenzlage zum damaligen Ostpakistan (heute Bangladesch). Dies und jenseits der Grenze gab es zahlreiche Ex- und Enklaven, deren Bewohner abgeschnitten von ihrem Kernland in schwierigen Verhältnissen leben mussten. Da die politischen Beziehungen zwischen Indien und Pakistan angespannt blieben, war lange Zeit keine konstruktive Lösung dieses Problems in Sicht. Eine dauerhafte Lösung gelang erst mit dem am 7. Mai 2015 ratifizierten indisch-bangladeschischen Grenzvertrag, mit dem die Enklaven in einem großen einvernehmlichen Gebietstausch beseitigt wurden.

## Bevölkerung

### Einwohnerentwicklung
In den ersten Jahrzehnten des 20. Jahrhunderts wuchs die Bevölkerung nur langsam. Seit der Unabhängigkeit Indiens hat sich die Bevölkerungszunahme beschleunigt. Während die Bevölkerung in der ersten Hälfte des 20. Jahrhunderts um rund 18 % zunahm, betrug das Wachstum in den fünfzig Jahren zwischen 1961 und 2011 176 %. Zwischen 2001 und 2011 nahm die Bevölkerung um rund 340.000 (13,71 %) zu.
Die folgende Tabelle zeigt die Bevölkerungsentwicklung seit 1901.
| Jahr      | 1901    | 1911    | 1921    | 1931    | 1941    | 1951    | 1961      | 1971      | 1981      | 1991      |
| Einwohner | 565.116 | 591.012 | 590.599 | 589.053 | 638.703 | 668.949 | 1.019.806 | 1.414.183 | 1.771.643 | 2.171.145 |

### Größere Orte
Im Distrikt gibt es insgesamt zwanzig Orte, die als Städte (towns und census towns) gelten. 289.434 der 2.819.086 Einwohner oder 10,27 % leben in städtischen Gebieten. Die sechs Orte mit mehr als 20.000 Einwohnern bei der Volkszählung 2011 waren:
- Koch Bihar (77.935)
- Dinhata (36.124)
- Mathabhanga (23.890)
- Khagrabari (23.122)
- Guriahatin(21.064)
- Tufanganj (20.998)

Weitere städtische Siedlungen sind Haldibari (14.404 Einwohner) und Takagach (12.418 Einwohner).

### Soziale Schichtung, Ethnien
Bei der Volkszählung 2011 zählten 1.414.336 Personen (50,17 %) zu den scheduled castes und 18.125 Personen (0,64 %) zu den scheduled tribes. Zu letzteren gehören in Westbengalen 40 Volksgruppen. Mehr als 5000 Angehörige zählen nur die Oraon (6722 Personen oder 0,24 % der Distriktsbevölkerung).

### Bevölkerung des Distrikts nach Religionen
Im Jahr 2011 waren etwa drei Viertel der Bevölkerung Hindus (74,1 %) und ein Viertel Muslime (25,5 %). In den meisten Blocks, Stadtkreisen und Städten dominieren die Hindus mit Anteilen von mehr achtzig Prozent. In den Blocks Dinhata I, Dinhata II, Haldibari und Koch Bihar I sind die Muslime überdurchschnittlich vertreten. Die Muslime stellen in den Städten Dhaliabari (37,14 % Bevölkerungsanteil) und Takagach (34,85 % Bevölkerungsanteil) einen deutlich höheren Teil der Einwohnerschaft als im Distriktsdurchschnitt. Die genaue religiöse Zusammensetzung der Bevölkerung zeigt folgende Tabelle:
| Jahr                      | Buddhisten | Buddhisten | Christen | Christen | Hindus    | Hindus | Jainas | Jainas | Muslime | Muslime | Sikhs | Sikhs | Andere Religionen | Andere Religionen | keine Angaben | keine Angaben | Gesamt    | Gesamt   |
| Jahr                      | Zahl       | %          | Zahl     | %        | Zahl      | %      | Zahl   | %      | Zahl    | %       | Zahl  | %     | Zahl              | %                 | Zahl          | %             | Zahl      | %        |
| ------------------------- | ---------- | ---------- | -------- | -------- | --------- | ------ | ------ | ------ | ------- | ------- | ----- | ----- | ----------------- | ----------------- | ------------- | ------------- | --------- | -------- |
| 2011                      | 445        | 0,02       | 4122     | 0,15     | 2.087.766 | 74,06  | 1869   | 0,07   | 720.033 | 25,54   | 449   | 0,02  | 158               | 0,01              | 4244          | 0,15          | 2.819.086 | 100,00 % |
| Quelle: Volkszählung 2011 |            |            |          |          |           |        |        |        |         |         |       |       |                   |                   |               |               |           |          |

### Bevölkerung des Distrikts nach Sprachen
Die Bevölkerung des Distrikts Koch Bihar ist sprachlich einheitlich. Denn es sprechen 2.765.794 Personen (98,11 % der Bevölkerung) Bengali-Sprachen und -Dialekte. Standard-Bengali benutzen 2.672.235 Personen oder 94,79 % der Distriktsbevölkerung, den Dialekt Rajbangsi 36.972 Menschen oder 1,31 % der Einwohnerschaft.
Eine kleinere Minderheit der Bevölkerung benutzt Hindi-Sprachen und -Dialekte. Insgesamt sind es 43.041 Personen oder 1,53 % der Distriktsbevölkerung. Unter den Hindi-Sprachen und -Dialekten dominiert Alltagshindi mit 32.996 Sprechenden deutlich gegenüber Bhojpuri (4489 Personen) und Sadan/Sadri mit 4189 Sprechenden.
Weitere Muttersprachen mit einer Sprecherzahl von mehr als tausend Personen sind Kurukh/Oraon (1587Personen). Nepali (1544 Personen), Rabha (1183 Personen) und Santali	(1107 Personen).

## Wirtschaft
Der Distrikt ist immer noch in hohem Maße landwirtschaftlich orientiert; wobei jedoch in der zweiten Hälfte des 20. Jahrhunderts die Abholzung von Wäldern zu Problemen mit der Bodenerosion geführt hat. Angebaut werden hauptsächlich Reis, Weizen und Ölsaaten.

## Sehenswürdigkeiten
Die Hauptsehenswürdigkeiten des Distrikts sind die kolonialzeitlichen Bauten der Briten bzw. der dem Maharaja gehörende und im indo-europäischen Stil errichtete Rajbari-Palast. Außerhalb der Distriktshauptstadt gibt es kaum eine historisch oder kulturell bedeutsame Architektur – der ca. 8 km westlich von Dinhata stehende und im 17. Jahrhundert neu erbaute Kamteswari temple ist das älteste erhaltene Bauwerk des Distrikts.

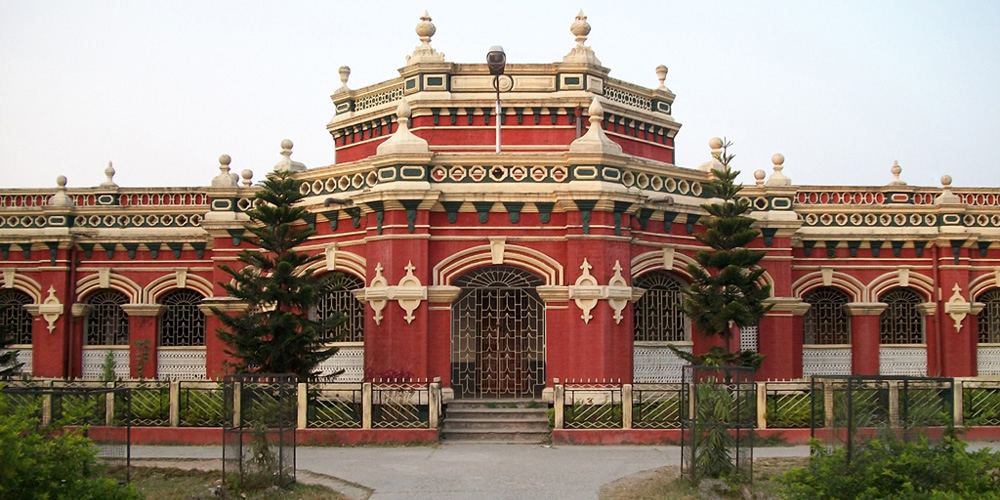
Jenkins School
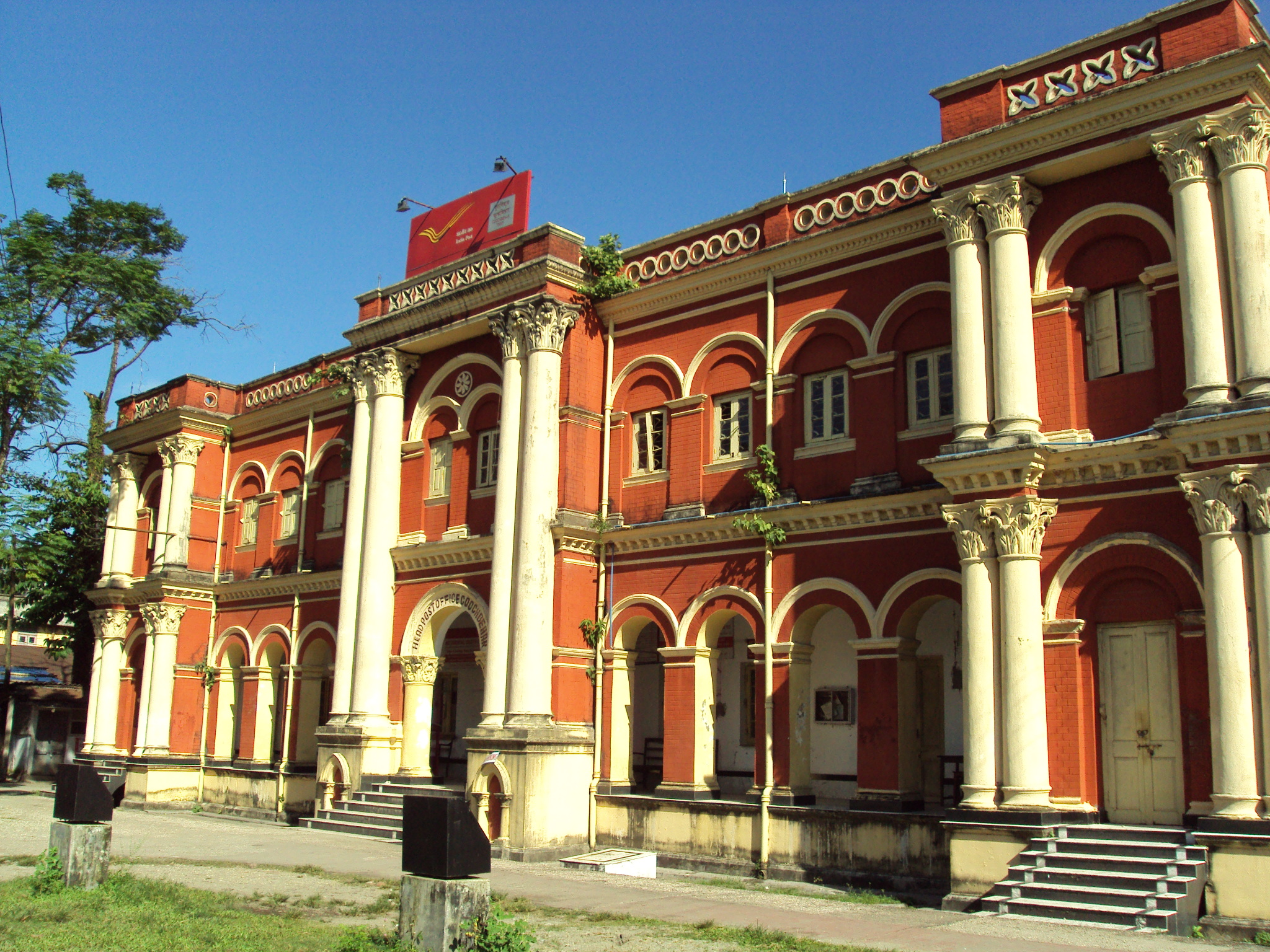
Hauptpost
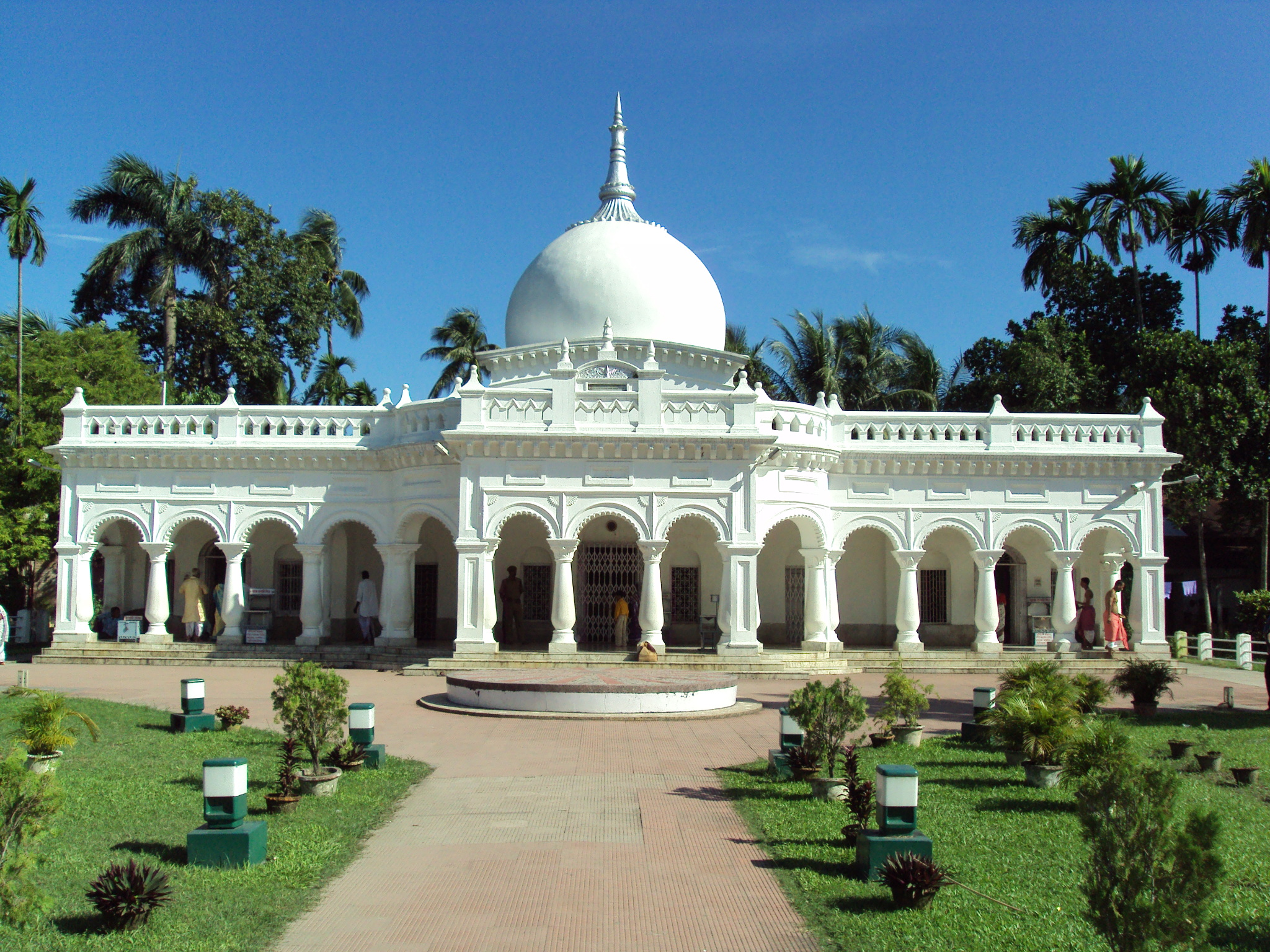
Madan-Mohan-Ashram